# Trichodon
Trichodon is een monotypisch geslacht van straalvinnige vissen uit de familie van zandvissen (Trichodontidae).

## Soort
- Trichodon trichodon (Tilesius, 1813)